# Сепкоски, Джек
Джек Джон Сепкоски (англ. John Jack Sepkoski, 26 июля 1948, Преск-Айл, штат Мэн − 1 мая 1999) — американский геолог и палеонтолог, пионер исследований массовых вымираний, сотворец тезиса о существовании регулярного (каждые 26,2 млн лет) цикла массовых вымираний в мезозое и кайнозое.

## Биография
Выпускник Университета Нотр-Дам, докторскую степень получил в 1977 году в Гарвардском университете на основании труда о геологическом строении и палеонтологические особенности района Блэк-Хиллс. С 1974 по 1978 год был преподавателем Рочестерского университета. Впоследствии стал преподавателем Университета в Чикаго, где работал до пенсии и где имел звание профессора с 1986 года. Одновременно работал в Филдовском музее естественной истории. В 1983 году получил Премию Чарлза Шухерта от Палеонтологического общества.

## Научная деятельность
Единственной и главной темой исследований Сепкоского были ход и причины массовых вымираний в фанерозое. На основе собственных исследований, а также вместе с Давидом Раупом задокументировал существование пяти основных крупных вымираний и вычислил долю вымерших таксонов. Доказали также циклический характер больших и меньших вымираний в мезозойскую и кайнозойскую эры.

### Избранные публикации
- Sepkoski J. J., Jr. Kinematic model of Phanerozoic taxonomic diversity. 1: analysis of marine orders // Paleobiology. — 1978. — No 4. — P. 223—251.
- Sepkoski J. J., Jr. Kinematic model of Phanerozoic taxonomic diversity. 2: early Phanerozoic families and multiple equilibria // Paleobiology. — 1979. — No 5. — P. 222—251.
- Sepkoski J. J., Jr. A factor analytic description of the Phanerozoic marine fossil record // Paleobiology. — 1981. — No 7. — P. 36-53.
- Sepkoski J. J., Jr. Alpha, beta, or gamma: where does all the diversity go? // Paleobiology. — 1988. — No 14. — P. 221—234.
- Raup D. M., Sepkoski J. J., Jr. Mass extinctions in the marine fossil record // Science. — 1982. — No 215. P. 1501-3.
- Raup D. M., Sepkoski J. J., Jr. Periodicity of extinctions in the geologic past. . — Proc. Natl. Acad. Sci. USA. — 1984. — Vol. 81, No 3. — P. 801—805.
- Sepkoski J. J., Jr. A compendium of fossil marine animal genera // Bull. Amer. Paleontology. — 2002. — Vol. 364. — 560 p.